# ごきげんないとこ
『ごきげんないとこ』 (英語: Jerry's Cousin、劇場公開時『チュー太武勇伝』) は1951年4月7日に公開されたメトロ・ゴールドウィン・メイヤー製作・配給の「トムとジェリー」短編作品の一つ。日本においては現在パブリックドメインとなっている。

## 概要
ハンナ=バーベラの劇場用短編ではジェリーのいとこが登場する唯一の回で、名前はマッスル（Muscles）。「筋肉(Muscle)」を含んだ名前に見合った怪力の持ち主で喋る声もガラガラ声だが、見た目はジェリーにそっくりである。
1950年アカデミー短編アニメ賞ノミネート作品。

## スタッフ
- 監督 - ウィリアム・ハンナ　ジョセフ・バーベラ
- 製作 - フレッド・クインビー
- 作画 - ケネス・ミューズ　エド・バージ　レイ・パターソン　アーヴン・スペンス
- 音楽 - スコット・ブラッドリー

## 作品内容
ホーガンズ・アレイにて、沢山の野良猫たちをボコボコにしていた怪力ネズミがいた。その名も、ジェリーのいとこ・マッスルである。
ある時、「トムとの間に深刻な問題が起きてきます。直ぐに駆けつけて欲しい。」とジェリーから手紙を受け取ったマッスルは、先程叩きのめされた野良猫たちが彼を見るなり一目散に逃げ出す中、ジェリーの家へ向かう。
ジェリー宅を訪ねたマッスルは、面白半分でジェリーを爆弾攻めにするトムを慣れた手つきで持ち上げ、「よく聞け、馬鹿猫。俺のいとこに指一本触れたら承知しねえからな。分かったか？なら消えろ！」とトムを投げ飛ばし、そのまま花瓶に詰め込んだ。マッスルがその花瓶めがけてツバを飛ばすと花瓶が割れ、そこから花瓶の形をしたトムが出てきた。
思わぬ強敵と相見えたトムは、肉体改造や不意打ちなど様々な手を使い彼を倒そうとするが、先手こそ打てるものの法外なパワーと頑丈さを誇るマッスルに敵わない。自力では勝てないと考えたトムは「DIRTY WORK Inc.(悪巧み商事)」へダイヤルを回す。ヤクザまがいの用心棒の猫を3匹雇いマッスルを倒してもらおうとしたのだ。しかしそんな猫さえも一瞬でコテンパンにやられてしまう。ついにトムはマッスルに降伏し、口笛を吹かれるや否やひたすらに頭を下げて足にキスをし、媚び始める。
「口笛を吹けばいいんだ。後はバレねえように上手くやりな。あばよ」。トムを敗北に追いやったマッスルは、ジェリーに自分とお揃いの帽子と服を渡し帰っていく。その服を着たジェリーは早速その出で立ちで巣穴を出て口笛を吹く。自身を呼び出した「マッスル」に、トムは再び平伏し始めるのだった。

## 登場キャラクター
トム
ジェリーの巣穴に爆弾を次々と投げ込んでいたところをマッスルからお仕置きを受ける。その後は打倒マッスルのためにトレーニングを重ねるがことごとくやられ、依頼先のヤクザ猫までも追い出されたところでマッスルに降伏し、（マッスルに変装した）ジェリーを襲えなくなった。
ジェリー
自身の家の爆弾攻撃に耐えかね、いとこのマッスルの助けを呼ぶ。最後はマッスルからお揃いの服をもらい、トムをタジタジにさせた。
マッスル
ホーガンズ・アレイに住むジェリーのいとこ。外見はジェリーにそっくりだが、野良猫の群衆や腕っ節の強いヤクザ猫をものともしない戦力を持つ。その強さは唾吐きで壺を割ったり、膨らませた拳で一発KOさせたり、高所からボーリング玉を落されて直撃を受けても無傷、挙句ショットガンの銃口から息で弾丸を逆流させるなど、化け物レベルの強さを誇る。ジェリーから「トムにいじめられており助けてほしい」旨の手紙が届いたため、ジェリーの家へ行きトムを懲らしめる。トムが呼んだヤクザ猫3匹もことごとく退治し、最後はトムを降伏させた。
「DIRTY WORK Inc.」の猫
トムの依頼を受け、マッスルを退治しようとするも返り討ちに遭った。
野良猫たち
マッスルに次々と尻尾をつかまれて叩きのめされる。ジェリーの家へ向かうマッスルが通りかかると一目散に逃げだした。